# Apfeltriebsucht

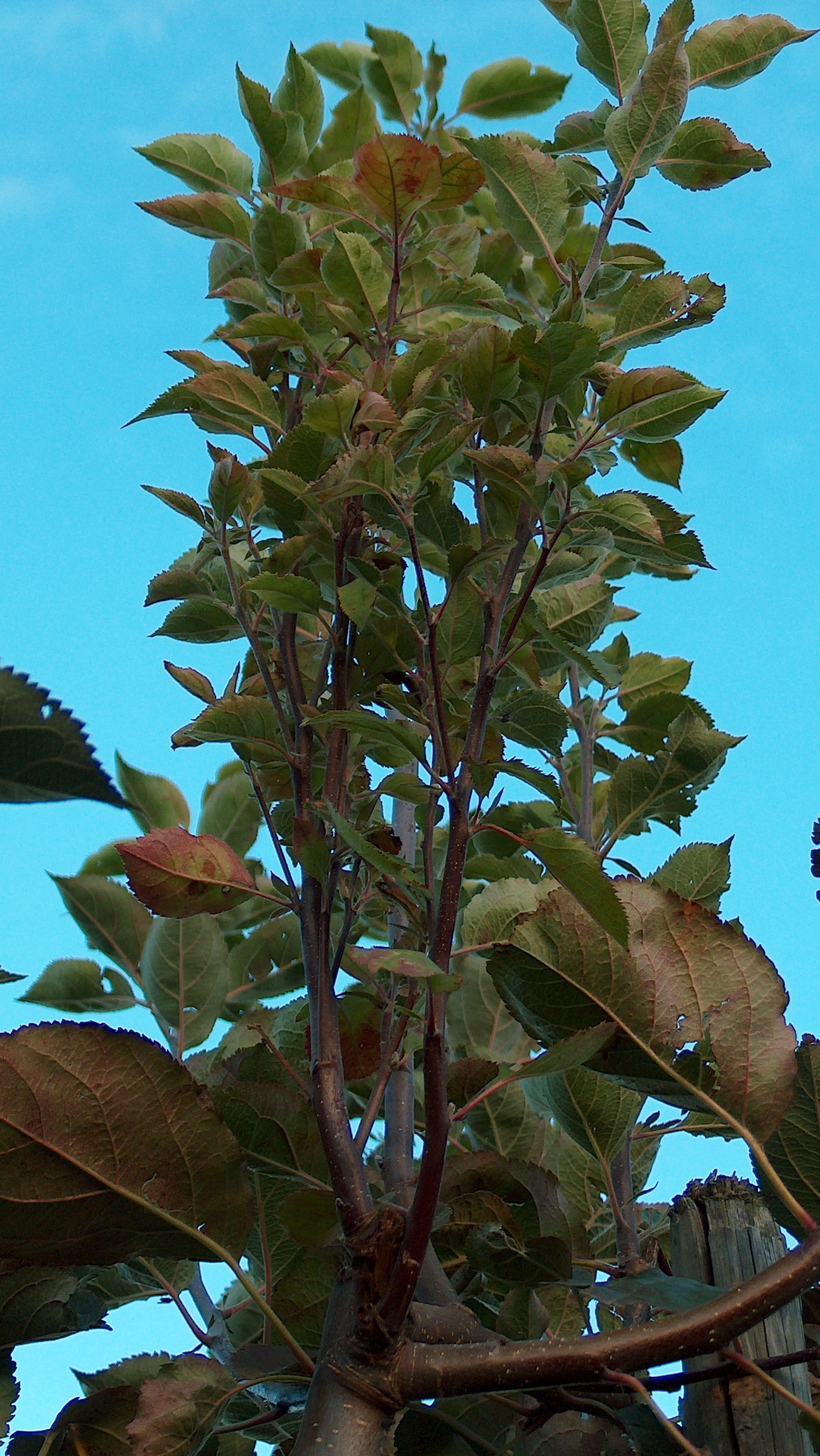
Hexenbesen am Gipfel eines mit Apfeltriebsucht befallenen Baumes

Apfeltriebsucht ist eine der bedeutendsten Apfelkrankheiten. Ausgelöst wird sie durch Phytoplasmen.

## Symptome und Schäden
Symptome sind unter anderem Hexenbesen und vergrößerte Nebenblätter.
Die wirtschaftlichen Schäden sind:
- Kleinfrüchtigkeit (davon sind ca. 80 % des befallenen Baumes betroffen)
- Ertrags- und Wuchsschwäche
- schlechte Reife der Früchte

Als Gegenmaßnahme wird die umgehende Rodung der befallenen Bäume empfohlen. Die betroffenen Pflanzen können mit der Krankheit zwar noch lange weiterleben, aber die weitere Ertragsentwicklung ist sehr schlecht und kann nur durch einen Austausch der Bäume verbessert werden. Zusätzlich bilden die befallenen Pflanzen einen Infektionsherd für alle anderen Apfelbäume.
Weniger stark befallene Bäume können sich nach zwei Jahren guter Pflege wieder erholen, hierzu ist ein konsequentes Entfernen aller befallener Partien und aller Wurzelschosse notwendig.

## Verbreitung und Ausbreitung
Erstmals beschrieben wurde die Apfeltriebsucht 1950 im Veneto (Italien). Derzeit wurde die Apfeltriebsucht nur in Europa nachgewiesen.
Übertragen wird der Erreger zumeist durch den Sommerapfelblattsauger Cacopsylla picta (Synonym: Cacopsylla costalis) in Mitteleuropa. Daneben spielt auch der Weißdornblattsauger Cacopsylla melanoneura zumindest in Nordwestitalien eine gewisse Rolle in der Krankheitsverbreitung.
Benachbarte Bäume können durch ein Verwachsen der Wurzeln die Erreger übertragen. Bei direkten Nachpflanzungen sollte daher auch die Räumung der alten Wurzelanteile sorgfältig erfolgen. Das Phytoplasma wird auch häufig durch Veredlungsarbeiten übertragen.